# Sean Payton
Sean Patrick Payton (San Mateo, California, Estados Unidos; 29 de diciembre de 1963) es un exjugador y entrenador de fútbol americano que desde 2023 dirige a los Denver Broncos. Se desempeñó como entrenador en jefe de los New Orleans Saints de la National Football League (NFL) de 2006 a 2021, lo que llevó a la franquicia a su primera victoria en el Super Bowl durante la temporada 2009 . Payton fue mariscal de campo en Naperville Central High School y en la Universidad del Este de Illinois y jugó profesionalmente en 1987 con los Chicago Bears y en 1988 en el extranjero en Gran Bretaña para los Leicester Panthers .
Comenzó su carrera como entrenador como asistente ofensivo de la Universidad Estatal de San Diego y tuvo varios puestos de entrenador asistente en equipos universitarios y de la NFL antes de ser nombrado como el décimo entrenador en jefe en la historia de los Saints en 2006. Los Saints con Payton fueron conocidos por su destreza ofensiva, habiendo anotado más puntos (2,804) y pasado más yardas (40,158) que cualquier otro equipo en los primeros 100 juegos de un entrenador en la historia de la NFL. Payton tuvo la segunda racha más larga dirigiendo en un solo equipo de la NFL entre los entrenadores en jefe activos, detrás del entrenador en jefe de los New England Patriots, Bill Belichick, quien ha entrenado a los Patriots desde la temporada 2000.
Bajo el liderazgo de Payton, los Saints llegaron a los playoffs de la NFL de 2006 después de una temporada de 3-13 en 2005 y avanzaron a su primera aparición en el Campeonato de la NFC en la historia de la franquicia. Gracias a esa temporada Payton ganó el Premio al Entrenador del Año de la NFL de la AP . Después de la temporada 2009, los Saints ganaron su primer campeonato de Super Bowl en la historia de la franquicia. En 16 temporadas con los Saints como entrenador en jefe, Payton ayudó a guiar al equipo a tres juegos de Campeonato de la NFC (2006, 2009 y 2018 ), una victoria en el Super Bowl XLIV y nueve apariciones en los playoffs en total con siete títulos de división, lo que lo convierte en el Entrenador más exitoso en la historia de la franquicia de los Saints.
En abril de 2012, Payton fue suspendido por toda la temporada 2012 de la NFL como resultado de su participación en el escándalo de recompensas de los New Orleans Saints, en virtud del cual supuestamente se pagaron "recompensas" por contactos que intentarían lesionar a los jugadores de los equipos contrarios. Payton presentó una apelación, pero fue denegada, y permaneció suspendido hasta su reincorporación en enero de 2013.

## Primeros años
Payton nació en San Mateo, California, y fue criado en Naperville, Illinois, por sus padres Thomas y Jeanne Payton. Los padres de Payton eran originarios de Scranton, Pensilvania; Thomas trabajó en la industria de seguros. Sean Payton vivió en Newtown Square, Pensilvania, durante sus años de escuela primaria y secundaria (1970–1978). Sean asistió a la Naperville Central High School en Naperville, Illinois, y comenzó como mariscal de campo en su último año antes de graduarse en 1982. Payton ganó una beca de la Universidad del Este de Illinois, donde tuvo una carrera exitosa como mariscal de campo. Lideró a los Panthers en la temporada 1986 con un récord de 11-2 llegando a cuartos de final de los Playoffs de la División I-AA. Durante su estadía en EIU, se convirtió en miembro de la fraternidad Sigma Chi con su amigo cercano, Rick Henghold. Bajo el entrenador Al Molde, los equipos de Payton eran conocidos como "Eastern Airlines" debido a su prolífico ataque aéreo que con frecuencia superaba las 300 yardas por juego (llegando a pasar 509 yardas aéreas en un juego, todavía un récord de la universidad).